# Navasinói járás

A Navasinói járás a Nyizsnyij Novgorod-i területen

A Navasinói járás (oroszul Навашинский район) Oroszország egyik járása a Nyizsnyij Novgorod-i területen. Székhelye Navasino.

## Népesség
- 1989-ben 31 537 lakosa volt.
- 2002-ben 27 617 lakosa volt, melynek 98%-a orosz, a többi üzbég, cigány és tatár.
- 2010-ben 24 296 lakosa volt, melynek 98,6%-a orosz.

| Lakosok száma | 26 464 | 34 471 | 27 617 | 25 153 | 24 195 | 23 613 | 23 082 | 22 519 | 21 944 | 21 489 |
|               | 1959   | 1979   | 2002   | 2009   | 2011   | 2013   | 2015   | 2017   | 2019   | 2021   |